# Jakob Kaiser
Jakob Kaiser (8 de febrero de 1888 - 7 de mayo de 1961) fue un político alemán y líder de la resistencia durante la Segunda Guerra Mundial.
Jakob Kaiser nació en Hammelburg, Baja Franconia, Reino de Baviera. Siguiendo los pasos de su padre, Kaiser comenzó una carrera como encuadernador. Fue durante este tiempo que se volvió políticamente activo como miembro de un sindicato católico, a través del cual se convirtió en líder del movimiento obrero cristiano durante la República de Weimar.
Kaiser aumentó su participación en la política al convertirse en miembro del Partido de Centro, donde comenzó a desempeñar el cargo de presidente representante de Renania en 1919. Fue elegido para el Reichstag en 1933.

## Resistencia
Después de que los nazis llegaran al poder en 1933, Hitler abolió todos los sindicatos y los reemplazó con el Frente Alemán del Trabajo controlado por los nazis. Kaiser se opuso al nacionalsocialismo y se unió a la resistencia en 1934. Fue arrestado por la Gestapo en 1938 bajo sospecha de traición, pero liberado poco después.
A través de su participación en el círculo de resistencia de Colonia, Kaiser se convirtió en un colaborador cercano del exalcalde de Leipzig, Carl Goerdeler. Su relación con Goerdeler le permitió entrar en contacto con Claus von Stauffenberg. Aunque no fue informado directamente del complot del 20 de julio, su conocimiento de la intención de Stauffenberg de asesinar a Hitler, así como sus estrechos vínculos con el grupo de resistencia, lo obligaron a esconderse durante el resto de la Segunda Guerra Mundial.

## Líder de la CDU de Alemania Oriental

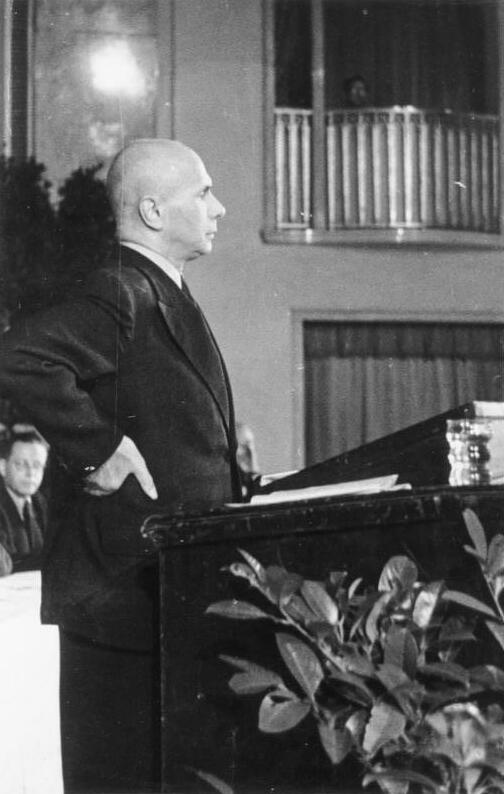
Kaiser en la convención de la CDU de Alemania Oriental, 1947

Después de la guerra, Kaiser volvió a la política y trabajó con Andreas Hermes para fundar la división de Berlín Este de la Unión Demócrata Cristiana (CDU). Fue elegido presidente de la CDU de Berlín (las secciones occidental y oriental del partido).
Kaiser pertenecía a un grupo dentro de la CDU llamado los Socialistas Cristianos. Pidieron la nacionalización de algunas industrias importantes.
En 1946, Kaiser ayudó a fundar la Federación Alemana de Sindicatos Libres (FDGB). En el mismo año fue elegido copresidente de la CDU de Alemania Oriental (junto con Ernst Lemmer). Aunque sus puntos de vista políticos eran progresistas, criticaba al Partido Comunista de Alemania y sus líderes apoyados por soviéticos. Su creencia de que el Congreso alemán estaba controlado por los soviéticos resultó en su negativa a unirse.
En 1947, durante la conferencia en Ahlen, una conferencia conjunta de líderes de la CDU de Alemania Occidental y Oriental, el partido adoptó el plan de nacionalización de industrias clave de Kaiser y otras ideas moderadas de izquierda.
En 1947, los soviéticos lo obligaron a renunciar como presidente del partido. Sin embargo, siguió siendo miembro del Comité Ejecutivo del partido.
En 1948, Kaiser se vio obligado a abandonar Berlín Oriental y se fue a Berlín Occidental, donde se unió a la Unión Demócrata Cristiana de Alemania Occidental (CDU). Dentro de la CDU se convirtió en un gran rival de Konrad Adenauer, el líder del partido. Kaiser no estuvo de acuerdo con la economía social de mercado de Adenauer y pidió la nacionalización de industrias clave. Kaiser creía firmemente en una Alemania neutral y unida, y esperaba que Alemania fuera un puente entre Occidente y Oriente.
En 1950, Kaiser fue elegido vicepresidente de la CDU de Alemania Occidental. Desde 1949 hasta 1957 fue Ministro de Asuntos Alemanes en el gabinete de Adenauer.

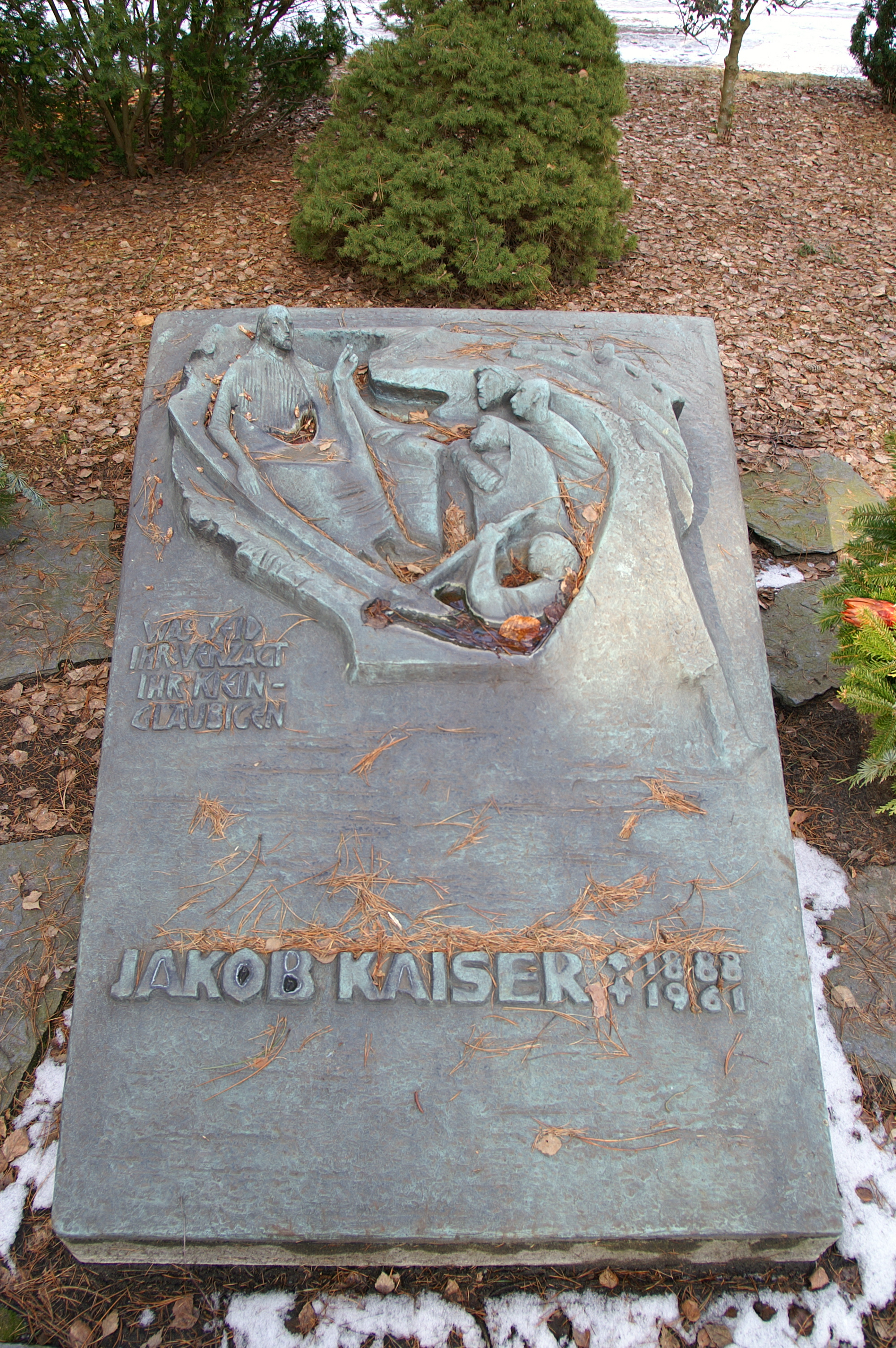
La tumba de Kaiser en el Waldfriedhof Zehlendorf

Kaiser murió el 7 de mayo de 1961 en Berlín. Está enterrado en el Waldfriedhof Zehlendorf, en el distrito Steglitz-Zehlendorf de Berlín.

## Matrimonios
Kaiser se casó dos veces. En 1953, tras la muerte de su primera esposa, se casó con su colega de toda la vida en el activismo sindical, Elfriede Kaiser-Nebgen (1890-1983). Ella fue fundamental para ayudar a salvar su vida después del fracaso del complot del 20 de julio.

## Legado
- La Jakob-Kaiser-Platz, centro de transporte de Charlottenburg-Nord (Berlín), lleva su nombre desde el 12 de mayo de 1961, cinco días después de su muerte.
- La Jakob-Kaiser-Haus alberga 1.745 oficinas, 314 de las cuales pertenecen a miembros actuales del Bundestag alemán.